# Diapetimorpha unifasciata
Diapetimorpha unifasciata là một loài tò vò trong họ Ichneumonidae.